# Robert Schäfer (Fußballfunktionär)
Robert Schäfer (* 23. März 1976 in Darmstadt) ist ein deutscher Fußballfunktionär. Er war jeweils mehrere Jahre Geschäftsführer von TSV 1860 München und Dynamo Dresden und Vorstandsvorsitzender von Fortuna Düsseldorf. Von Juli 2021 war er für ein Jahr Geschäftsführer von Hannover 96.

## Leben
Schäfer wuchs in der Nähe von Braunschweig auf und durchlief an den Universitäten Trier und Münster sowie am Oberlandesgericht Düsseldorf eine rechtswissenschaftliche Ausbildung zum Volljuristen. Nach der Ersten juristischen Prüfung absolvierte er ein Praktikum bei einer Firma für Sportmarketing.
Als Projektleiter der International Management Group begann er seine berufliche Laufbahn in München. Als solcher hatte er von 2005 bis 2010 unter anderem den Auftrag, den TSV 1860 München zu vermarkten. Vom 15. November 2010 bis zum 27. September 2013 war er als Nachfolger von Robert Niemann Geschäftsführer dieses Vereins. Zur Abwendung einer Insolvenz schloss der TSV 1860 München unter seinem Präsidenten Dieter Schneider am 30. Mai 2011 einen Kooperationsvertrag mit dem jordanischen Sportinvestor Hasan Ismaik. Als Meinungsverschiedenheiten mit der Vereins- und Geschäftsführung – etwa in der Frage der Vertragsverlängerung für den Trainer Alexander Schmidt und den Sportdirektor Florian Hinterberger – auftraten, drängte dieser Investor auf die Ablösung Schäfers. Aufgrund der 50+1-Regel und der Regelungen des Kooperationsvertrags konnte er sich allerdings nicht durchsetzen, so dass sich Schäfers Arbeitsvertrag Ende Mai 2013 verlängerte. Erst ein Zwist mit dem späteren Vereinspräsidenten Gerhard Mayrhofer und eine sich anschließende einvernehmliche Regelung führten im September 2013 zu Schäfers Rückzug.
Vom 8. Mai 2014 bis zum 21. März 2016 war Schäfer kaufmännischer Geschäftsführer des Dynamo Dresden. In dieser Funktion oblag ihm die finanzielle Sanierung des hochverschuldeten Vereins. Anschließend übernahm Schäfer als Nachfolger von Dirk Kall den Vorsitz im Vorstand von Fortuna Düsseldorf. Zum 1. September 2016 trat er außerdem das Amt eines Aufsichtsratsmitgliedes der Deutschen Fußball Liga an. Darüber hinaus vertritt er die Deutsche Fußball Liga im Vorstand des Deutschen Fußball-Bundes.
Am 13. April 2019 gab Fortuna Düsseldorf bekannt, sich von Schäfer, an den der Verein sich vertraglich bis zum 30. Juni 2021 gebunden hat, trennen zu wollen, weil das Vertrauensverhältnis „nachhaltig gestört“ sei. Im Vorfeld hatte es Ärger gegeben, weil Schäfer im Januar 2019 „quasi im Alleingang“ die Ablösung des erfolgreichen Trainers Friedhelm Funkel zum Saisonende 2019 verkündet hatte, die nach Protesten der Fans jedoch alsbald durch eine Vertragsverlängerung mit Funkel rückgängig gemacht wurde. Am 15. April 2019 wurde er vom Aufsichtsrat aus seinem Vorstandsamt abberufen.
Seit Juli 2021 war Schäfer Geschäftsführer von Hannover 96. Im Januar 2022 einigte man sich auf die Vertragsauflösung zum Saisonende.
Seit 2022 ist er Geschäftsführer und Gründer der Agentur RTC | Management & Sports in München.
Schäfer ist verheiratet, Vater eines Sohns sowie einer Tochter, die in Düsseldorf geboren wurden, und wohnt in München.